# Eomjeong-myeon
Eomjeong-myeon (koreanska: 엄정면) är en socken i den centrala delen av Sydkorea, 100 km sydost om huvudstaden Seoul. Den ligger i kommunen Chungju i provinsen Norra Chungcheong.